# Arles
Arles (okcitanski: Arle) je grad na jugu Francuske, u pokrajini Bouches-du-Rhône, u bivšoj provinciji Provansi. Populacija mu je prema popisu iz 1999. iznosila 50.513 stanovnika. 

## Geografija
Rijeka Rhone račva se na dvije grane malo uzvodno od Arlesa, formirajući deltu Camargue. Budući da je Camargue administrativno dio Arlesa, cjelokupna općina je najveća općina u Francuskoj prema teritoriju, iako ima samo malo više od 50,000 stanovnika. Područje općine je 759 km², što je 7 puta više od površine Pariza.

## Povijest

### Rimski Arles
Arles je drevan grad, osnovali su ga Grci u 6. stoljeću p. K., pod imenom Theline. Osvojilo ga je keltsko pleme Savuii 535. p. K., koji su ga preimenovali u Arelate. Rimljani su zauzeli grad 123. p. K. i razvili ga u važno središte, s kanalskom vezom sa Sredozemnim morem koja je izgrađena 104. p. K. Usprkos tome, borio se da izađe iz sjene Massalie (Marseillea) koji je smješten dalje uz obalu.
Prilika za to ukazala se kada je grad stao na stranu Julija Cezara u građanskom ratu protiv Pompeja, dajući mu vojnu potporu. Massalia je napravila pogrešku i podupirala Pompeja, a kada je Cezar pobijedio, Massalia je izgubila svoje posjede, koji su predani Arlesu kao nagrada. Grad je službeno uspostavljen kao kolonija za veterane rimske legije Legio VI. Ferrata, koja je tamo imala svoju bazu. Puni naziv grada kao kolonije bio je Colonia Iulia Paterna Arelatensium Sextanorum, "Rodovska Julijanska Kolonija Arlesa, vojnika Šeste".
Rimski Arelate bio je grad prilične važnosti u provinciji Gallia Narbonensis. Pokrivao je područje od oko 400,000 m², i posjedovao je impresivnu listu spomenika, uključujući amfiteatar, trijumfalni luk , cirkus, kazalište i pune bedeme. Bio je bliži moru nego danas i služio je kao glavna luka. Također je imao (ima ga i danas) najjužniji most preko Rhone. Rimski most nije bio fiksiran, nego je bio u pontonskom stilu s čamcima, s tornjem i pomičnim mostom na svakom kraju, što je za to doba bilo vrlo neobično. Čamci su bili osigurani na mjestu sa sidrima i zavezani za tonjeve. Ovaj neobičan dizajn bio je posljedica čestih poplava, uz koje normalni most ne bi dugo izdržao. Ništa više nije ostalo od rimskog mosta, koji je zamijenjen modernim mostom blizu mjesta gdje je bio stari.
Grad je doživio najveći vrhunac kroz 5. i 6. stoljeće, kada je često bio uporabljen kao stožer rimskih careva u vojnim operacijama. 395. postao je glavni grad Pretorijanske Prefekture Galije, koja je uključivala Galiju, Hispaniju (Španjolsku) i Armoricu (Britaniju).
Postao je najdraži grad cara Konstantina Velikog, koji je tamo gradio kupke, čiji su ostaci i danas očuvani. Njegov sin, Konstantin II. rođen je u Arlesu. Uzurpator prijestolja Konstantin III. proglasio se carem na Zapadu (407. – 411.) i 408. proglasio Arles svojim glavnim gradom.
Arles je postao poznat kao kulturalni i religijski centar tijekom perioda kasnog Rimskog Carstva. U njemu je rođen filozof-skeptik Favorinije. Bio je također ključno mjesto za rimsko kršćanstvo i važna baza za pokrštavanje Galije. Mjesto biskupa grada držali su mnogi inzvaredni svećenici, pečevši od sv. Trofimija oko 225., nastavljajući sa sv. Honorijem i sv. Hilarijem krajem 5. stoljeća.
Političke nesuglasice između arleških biskupa i vizigotskih kraljeva sadržana je u karijeri franačkog sv. Cezarija, biskupa Arlesa 503. – 542., kojega je sumnjičio arijanski (crkvena sekta) vizigotski kralj Alarik II. da se odružio s Burgundima da preda Arles Burgundiji, i osuđen je na jednu godinu egzila u Bordeaux i kasnije kada je Arles bio pod Teodorikovom opsadom, Cezarije je bio zatvoren i poslan u Ravennu da pred ostrogotskim sudom objasni što je radio.
Nesloga između arijanskog kršćanstva Vizigota i ordodoksnog kršćanstva biskupa poslanih iz Rima uspostavila je duboke korijene za varijacije kršćanskog vjerovanja pa čak i herezu u regionalnoj kulturi. U Trevesu 385., Priscilijan je bio prvi kršćanski heretik spaljen na lomači.
Usprkos tenzijama i propadanju zbog barbarskih invazija, Arles je ostao veliko religijsko sjedište, rival Vienne stotinama godina. 19 biskupskih sinoda (sabora n. V.) su ovdje bili održani. Jedna od najvažnijih arlešanskih sinoda održana je 314., na kojoj je službeno osuđena hereza Donatizma. Druge poznate sinode su bile 353. kada se pokušalo poduprijeti arijanizam, 1234. koja se je protivila katarima i 1263. koja je osudila doktrinu Joahima Fiorskog, redovnika i mistika.

### Srednjovjekovni Arles
Arles je bio teško zahvaćen invazijom muslimana Saracena i Franaka, koji su preuzeli kontrolu nad regijom u 8. stoljeću. 855. proglašen je glavnim gradom franačkog Kraljevstva Arles, koje je obuhvaćalo Burgundiju i dio Provanse, ali su ga redovito terorizirali Saraceni i Vikinzi. 888. Rodolphe, grof od Auxerrea (danas u sjeverozapadnoj Burgundiji) osnovao je Kraljevstvo Bourgogne Transjurane (doslovno, dalje od Jurskih planina), koje je uključilo zapadnu Švicarsku, do rijeka Reuss, Valais, Geneva, Chablais i Bugey. 
U 933., Hugo Arleški predao je kraljevstvo Rudolfu II., koji je spojio dva kraljevstva, Provansu i Arles. 1032. umro je kralj Rudolf III. i Kraljevstvo je naslijedio car Svetog Rimskog Carstva Konrad II. Salinški. Iako su se njegovi nasljednici i dalje nazivali kraljevima Arlesa, malo ih se išlo okruniti u arlešku katedralu. Većinu teritorija Kraljevstva pomalo je osvajala Francuska. Tokom tih nemirnih vremena, amfiteatar je pretvoren u tvrđavu s tornjevima i unutra je bio izgrađen minijaturni grad. Populacija je tada bila samo dijelić one iz rimskih vremena, s većinom starog Arlesa u ruševnom stanju.
Grad je povratio svoju političku i ekonomsku stabilnost u 12. stoljeću. Car Svetog Rimskog Carstva Fridrik I. Barbarossa okrunjen je u njemu 1178. U 12. stoljeću postao je slobodan grad kojim je vladala izabrana vlada (podestat), koja je imenovala konzule i druge službenike. Taj status grad zadržava do Francuske revolucije 1789.
Arles je ušao u provinciju Provansu 1239. ali ga je onda Marsej u razvoju opet prestigao. 1378. car Svetog Rimskog Carstva Karlo VI. predao je ostatke Kraljevstva Arles Dauphinu od Francuske (kasnije francuskom kralju Charlesu VI.) i Kraljevstvo je prestalo postojati i na papiru.

### Moderni Arles
Arles je ostao ekonomski važan mnogo godina kao glavna luka na Rhoni. Izum željeznice u 19. stoljeću uništio je riječnu trgovinu, kada grad opada na važnosti.
To je učinilo Arles atraktivnim odredištem za slikara Vincenta van Gogha, koji je tamo stigao 21. veljače 1888. Bio je fasciniran provansaškim krajolicima, te je naslikao preko 300 slika dok je boravio u Arlesu. Većina njegovih najslavnijih djela su završena tamo, uključujući Night Cafe, Žutu sobu, Zvjezdanu noć na Rhoni i L'Arlesienne. Paul Gauguin posjetio je van Gogha u Arlesu. Doduše, van Goghovo mentalno stanje je nazadovalo i postao je alarmantno ekscentričan, što je kulminiralo slavnim odsječenjem uha u prosincu 1888. Zabrinuti arležani potpisivali su opeticiju da ga se smjesti u ludnicu, a u svibnju 1889. to je i učinio i pošao u ludnicu u obližnji Saint Remy de la Provence.

## Ekonomija
Arles je centar velikog poljoprivrednog područja, te se poljoprivredni i ostali domaći proizvodi kao i odjeća prodaju na uličnoj tržnici koja se održava u Boulevardu des Lices svake subote. Relativno važna rižina polja i solane nalaze se u Camargueu. 

## Znamenitosti
U Arlesu se nalaze važni ostatci rimskih vremena, koji su proglašeni svjetskom kulturnom baštinom 1981. Neki od njih su:
- Rimsko kazalište
- Amfiteatar ili arena
- Alyscamps (rimsko groblje, nekropolis)
- Konstantinove terme
- Kriptoportikus

Crkva sv. Trofimija, bivša katedrala, je jedno od najznačajnijih djela romaničke arhitekture, a prikaz Posljednjeg suda na portalu crkve je jedan od najboljih primjera romaničke skulpture, kao što su i stupovi koji graniče s klaustrom.
U gradu se također nalazi i izvanredni muzej antičke povijesti, Musée de l'Arles et de la Provence antiques, sa najvećom kolekcijom rimskih sarkofaga izvan Rima. Još jedan muzej je Museon Arlaten. Iako je Arles poznat po van Goghu, nijedno od njegovih djela nije izloženo u njemu.

## Razno
Arlesiens (građani Arlesa) su prepoznatljivi po narodnoj nošnji koja se danas javno nosi na javnim priredbama i festivalima. 
Poznati fotografski festival održava se u Arlesu svake godine, a u Arlesu se nalazi i Francuska nacionalna škola fotografije. Najvažnija francuska izdavačka kuća, Actes Sud se također nalazi u Arlesu. Film Ronin se dijelom snimao u Arlesu. 
U rimskom amfiteatru se održavaju borbe bikova, uključujući  provansalni način borbe (courses camarguaises), u kojem bik nije ubijen, već tim atletski građenih ljudi pokušava skinuti ukrasni konop s bikovog roga, bez da bude ozlijeđen. Svakog Uskrsa, u Arlesu se događa corrida, španjolskog stila (u kojoj je bik ubijen), s encierrom (bik koji trči ulicama) prije svake borbe. 

### Poznate osobe
- Pjesnik Frederic Mistral (1830. – 1914.) rođen je u blizini Arlesa
- Jeanne Calment (1875. – 1997.) najstarije ljudsko biće čija je dob dokumentirana, rodila se, živjela i umrla u Arlesu
- Christian Lacroix, modni dizajner, rodio se u Arlesu
- Francuska nogometna zvijezda Djibril Cisse rodio se u Arlesu

## Vanjske poveznice
- stranica Gradskog vijeća (na francuskom)
- stranica Turističkog ureda
- Rana povijest
- Musée de l'Arles et de la Provence antiques

|  | Portal Francuske: pristup člancima s tematikom o Francuskoj |